# Searsia batophylla
Searsia batophylla är en sumakväxtart som först beskrevs av Leslie Edward Wastell Codd, och fick sitt nu gällande namn av Moffett. Searsia batophylla ingår i släktet Searsia och familjen sumakväxter. Inga underarter finns listade i Catalogue of Life.